# Loge Humaniteit
Loge Humaniteit is een vrijmetselaarsloge in Meppel opgericht in 1913, vallende onder het Grootoosten der Nederlanden.

## Geschiedenis

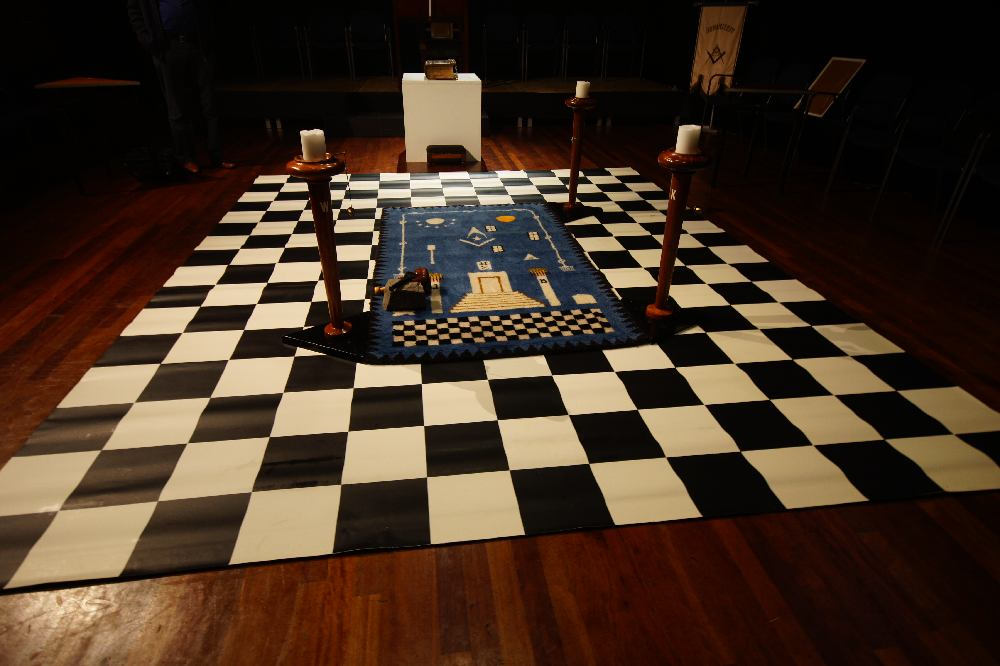
Tableau van de loge

Vanwege de moeilijke bereikbaarheid van de Zwolse Loge Fides Mutua werd op 24 november 1894 op initiatief van B. Huizing en J.C.F. Kroon in Meppel een maçonnieke kring gesticht, die maandelijks bij elkaar kwam. Hieruit is Loge Humaniteit voortgekomen, waarvoor op 26 januari 1913 door Sijbren Tulp, E. Beyer, G.H. Hillebrand, D.J. Wolff, A.F. Meijer, J. Hendrikse, M.J. Wolff en Jacob L. Frank om een constitutiebrief werd verzocht. Door het Grootoosten op 15 juni 1913 werd deze verleend met ‘beperkte bevoegdheid’. De loge werd geïnstalleerd op 19 oktober 1913. Op 16 januari 1919 werd namens de loge door J.H. de Sitter, en J.L. Frank verzocht de loge volledige bevoegdheid te verlenen. Dit verzoek werd door het Grootoosten op 15 juni 1919 ingewilligd.
Door de Tweede Wereldoorlog is veel informatie over de loge verloren gegaan.

## Samenwerking
Loge Humaniteit werkt samen met de loges in Noord-Nederland (Groningen, Friesland, Drenthe). In 2017 betreft dat 18 loges. Een nauwere samenwerking bestaat met de andere Drentse loges. In 2020 zijn dat Moed en Volharding in Assen, De Korenaar in Emmen en ’t Schienvat in Emmen.

## Voorzittend Meesters
In onderstaande lijst een overzicht van de Voorzittend Meesters van Loge Humaniteit gedurende de eerste 70 jaar van haar bestaan.
| Van  | Tot  | Voorzittend Meester |
| ---- | ---- | ------------------- |
| 1913 | 1918 | S. Tulp             |
| 1918 | 1921 | J.H. de Sitter      |
| 1921 | 1924 | J.L. Frank          |
| 1924 | 1930 | H.A. Stheeman       |
| 1930 | 1934 | J.L. Frank          |
| 1934 | 1937 | G.G.J.F. Colb       |
| 1937 | 1940 | H.A. Stheeman       |
| 1945 | 1957 | J. Kornelis         |
| 1957 | 1961 | H.F. Galjaard       |
| 1961 | 1964 | J.B. van Bork       |
| 1964 | 1967 | C.J. Gerritsen      |
| 1967 | 1968 | J.B. van Bork       |
| 1968 | 1970 | J.G. Dullaart       |
| 1970 | 1972 | T. Oosterveld       |
| 1972 | 1973 | H. Steenhuis        |
| 1973 | 1980 | J. Vroom            |

Vrijmetselarij · Beginselen · Geschiedenis · Symbolen · Vrijmetselaarsloge · Ordegrondwet · Obediëntie · Regulariteit en irregulariteit · Ritus · Graden · Grootmeester · Gemengde vrijmetselarij · Para-vrijmetselarij · Antivrijmetselarij · Vrijmetselarij in Nederland · Vrijmetselarij in België · Internationale vrijmetselarij
>>> Meer info op Portaal:Vrijmetselarij <<<